# Casata di Broglie
La casata di Broglie (in francese: maison de Broglie) è una famiglia nobile francese, originaria del Piemonte, che emigrò in Francia nell'anno 1643. La famiglia ebbe tra i suoi membri tre marescialli di Francia, un Premio Nobel, molti membri nell'Institut de France.
Il patriarca della famiglia, Francesco-Maria di Broglia, della famiglia dei Broglia di Chieri, divenne poi noto col nome francese di  François-Marie de Broglie, conte de Broglie. Dopo essersi distinto come soldato, morì col grado di tenente generale all'assedio di Valenza del 2 luglio 1656.
Suo figlio, Victor-Maurice, conte de Broglie (1647–1727), prestò servizio sotto i marescialli Condé, Turenne e altri grandi comandanti all'epoca di Luigi XIV, divenendo maresciallo di campo nel 1676, tenente generale nel 1688 ed infine maresciallo di Francia nel 1724.
Suo nipote, François-Marie, venne elevato al titolo di duca de Broglie e pari di Francia nel 1742. Il suo pronipote, Victor-François, II duca de Broglie venne creato Principe del Sacro Romano Impero nel 1759 per mano dell'Imperatore Francesco I. Il titolo di principe di Broglie rimane ancora oggi a tutti i membri ultrogeniti della famiglia, mentre è il capo famiglia a portare quello di duca di Broglie. Il ramo cadetto utilizza inoltre il titolo di principe di Broglie-Revel tratto da una signoria locale della famiglia, la contea di Revello in Piemonte.

## Conti de Broglie
- François-Marie de Broglie (1611–1656), soldato
- Victor-Maurice de Broglie (1647–1727), maresciallo di Francia

## Duchi de Broglie
- François Marie, primo duca de Broglie (1671–1745), maresciallo di Francia e governatore di Strasburgo
- Victor-François, II duca de Broglie (1718–1804), maresciallo di Francia
- Victor, III duca de Broglie (1785–1870), primo ministro, politico e diplomatico, membro dell'Académie française
- Albert, IV duca de Broglie (1821–1901), primo ministro, politico e scrittore, membro dell'Académie française
- Victor, V duca de Broglie (1846–1906)
- Maurice, VI duca de Broglie (1875–1960), fisico, membro dell'Académie française e dell'Académie des sciences
- Louis-Victor, VII duca de Broglie (1892–1987), fisico e Premio Nobel, membro dell'Académie française e dell'Académie des sciences
- Victor-François, VIII duca de Broglie (1949–2012)
- Philippe-Maurice, IX duca de Broglie (n. 1960)

### Altri membri della famiglia
- Charles-François de Broglie, marchese di Ruffec (1719–1781), figlio del primo duca, soldato e diplomatico
- Charles-Louis-Victor de Broglie, principe de Broglie (1756–1794), prestò servizio nell'esercito francese raggiungendo il grado di maresciallo di campo.[1]
- Maurice-Jean de Broglie (1766–1821), vescovo
- Louise de Broglie (1818–1882), biografa francese
- Jean de Broglie (1921–1976), politico assassinato
- Gabriel de Broglie (n. 1931), storico e uomo politico, membro dell'Académie française

## Albero genealogico
|                                                          |                                                          |                                                                  |                                                                  |                                                                |                                                                |                                                    |                                                                          |                                                                          | | |                                                         |                                        |                                                           |                                                                                    |                                                                             |                                          |                                                 |                                                 |                                |
|                                                          |                                                          |                                                                  |                                                                  |                                                                |                                                                |                                                    |                                                                          |                                                                          | | | Casata di Broglia                                       |                                        |                                                           |                                                                                    |                                                                             |                                          |                                                 |                                                 |                                |
|                                                          |                                                          |                                                                  |                                                                  |                                                                |                                                                |                                                    |                                                                          |                                                                          | | |                                                         |                                        |                                                           |                                                                                    |                                                                             |                                          |                                                 |                                                 |                                |
|                                                          |                                                          |                                                                  |                                                                  |                                                                |                                                                |                                                    |                                                                          |                                                                          | | |                                                         |                                        |                                                           |                                                                                    |                                                                             |                                          |                                                 |                                                 |                                |
|                                                          |                                                          |                                                                  |                                                                  |                                                                |                                                                |                                                    |                                                                          |                                                                          | | | Francesco-Maria I conte 1611-1656 ⚭ Angelique de Vassal |                                        |                                                           |                                                                                    |                                                                             |                                          |                                                 |                                                 |                                |
|                                                          |                                                          |                                                                  |                                                                  |                                                                |                                                                |                                                    |                                                                          |                                                                          | | |                                                         |                                        |                                                           |                                                                                    |                                                                             |                                          |                                                 |                                                 |                                |
|                                                          |                                                          |                                                                  |                                                                  |                                                                |                                                                |                                                    |                                                                          |                                                                          | | |                                                         |                                        |                                                           |                                                                                    |                                                                             |                                          |                                                 |                                                 |                                |
|                                                          |                                                          |                                                                  |                                                                  |                                                                |                                                                |                                                    |                                                                          |                                                                          | | | Victor-Maurice II conte 1647-1727 ⚭ Marie de Lamoignon  |                                        |                                                           |                                                                                    |                                                                             |                                          |                                                 |                                                 |                                |
|                                                          |                                                          |                                                                  |                                                                  |                                                                |                                                                |                                                    |                                                                          |                                                                          | | |                                                         |                                        |                                                           |                                                                                    |                                                                             |                                          |                                                 |                                                 |                                |
|                                                          |                                                          |                                                                  |                                                                  |                                                                |                                                                |                                                    |                                                                          |                                                                          | | |                                                         |                                        |                                                           |                                                                                    |                                                                             |                                          |                                                 |                                                 |                                |
|                                                          |                                                          |                                                                  |                                                                  |                                                                | Joseph Hyacinthe 1667-1693                                     | Joseph Hyacinthe 1667-1693                         | François-Marie I duca 1671-1745 ⚭ Thérèse Gillette Locquet de Grandville | François-Marie I duca 1671-1745 ⚭ Thérèse Gillette Locquet de Grandville | Charles Maurice 1682-1766                                                                                          | Charles Maurice 1682-1766                                                                                          | Victor 1689-1719                                        | Victor 1689-1719                       | Charles Guillaume 1669-1751 ⚭ Marie Madeleine Voysin      | Charles Guillaume 1669-1751 ⚭ Marie Madeleine Voysin                               | Achille 1672-1750                                                           | Achille 1672-1750                        | Marie-Madeleine 1683-1699 ⚭ Jean Mathias Riquet | Marie-Madeleine 1683-1699 ⚭ Jean Mathias Riquet |                                |
|                                                          |                                                          |                                                                  |                                                                  |                                                                |                                                                |                                                    |                                                                          |                                                                          | | |                                                         |                                        |                                                           |                                                                                    |                                                                             |                                          |                                                 |                                                 |                                |
|                                                          |                                                          |                                                                  |                                                                  |                                                                |                                                                |                                                    |                                                                          |                                                                          | | |                                                         |                                        |                                                           |                                                                                    |                                                                             |                                          |                                                 |                                                 |                                |
|                                                          |                                                          |                                                                  | Charles François 1719-1781 ⚭ Louise Augustine de Montmorency     | Charles François 1719-1781 ⚭ Louise Augustine de Montmorency   | François Amédée 1720-1757 ⚭ Therese Savalette                  | François Amédée 1720-1757 ⚭ Therese Savalette      | Marie-Thérèse 1732-1819 ⚭ Louis Charles de Lameth                        | Marie-Thérèse 1732-1819 ⚭ Louis Charles de Lameth                        | Victor-François II duca 1718-1804 ⚭ Marie Anne du Bois de Villiers ⚭ Louise Augustine Salbigothon Crozat de Thiers | Victor-François II duca 1718-1804 ⚭ Marie Anne du Bois de Villiers ⚭ Louise Augustine Salbigothon Crozat de Thiers | Charles 1733-1777 vescovo di Noyon                      | Charles 1733-1777 vescovo di Noyon     |                                                           |                                                                                    |                                                                             |                                          |                                                 |                                                 |                                |
|                                                          |                                                          |                                                                  |                                                                  |                                                                |                                                                |                                                    |                                                                          |                                                                          | | |                                                         |                                        |                                                           |                                                                                    |                                                                             |                                          |                                                 |                                                 |                                |
|                                                          |                                                          |                                                                  |                                                                  |                                                                |                                                                |                                                    |                                                                          |                                                                          | | |                                                         |                                        |                                                           |                                                                                    |                                                                             |                                          |                                                 |                                                 |                                |
| Louise Augustine Thérèse 1753-1771 ⚭ Louis Etienne Damas | Louise Augustine Thérèse 1753-1771 ⚭ Louis Etienne Damas | Auguste Joseph 1762-1855 ⚭ Françoise de La Brousse de Verteillac | Auguste Joseph 1762-1855 ⚭ Françoise de La Brousse de Verteillac | Aglaé Charlotte Marie 1771-1846 ⚭ Casimir di Murat de l'Estang | Aglaé Charlotte Marie 1771-1846 ⚭ Casimir di Murat de l'Estang | Adélaide Françoise 1764-1852 ⚭ Stanislas de Boisse | Adélaide Françoise 1764-1852 ⚭ Stanislas de Boisse                       | Charlotte Amélie Salbigothon 1754-1795 ⚭ Franz Ludwig                    | Charlotte Amélie Salbigothon 1754-1795 ⚭ Franz Ludwig                                                              | Victor Amédée Marie 1772-1851 ⚭ Geneviève de Montreuil                                                             | Victor Amédée Marie 1772-1851 ⚭ Geneviève de Montreuil  | Maurice-Jean 1766-1821 vescovo di Gand | Maurice-Jean 1766-1821 vescovo di Gand                    | Charles-Louis-Victor 1756-1794 ⚭ Constance Louise Sophie de Rosen-Kleinroop        | Charles-Louis-Victor 1756-1794 ⚭ Constance Louise Sophie de Rosen-Kleinroop | Charles 1765-1849                        | Charles 1765-1849                               | Charles Louis Victor 1761-1849                  | Charles Louis Victor 1761-1849 |
|                                                          |                                                          |                                                                  |                                                                  |                                                                |                                                                |                                                    |                                                                          |                                                                          | | |                                                         |                                        |                                                           |                                                                                    |                                                                             |                                          |                                                 |                                                 |                                |
|                                                          |                                                          |                                                                  |                                                                  |                                                                |                                                                |                                                    |                                                                          |                                                                          | | |                                                         |                                        |                                                           |                                                                                    |                                                                             |                                          |                                                 |                                                 |                                |
|                                                          |                                                          |                                                                  |                                                                  |                                                                |                                                                |                                                    |                                                                          |                                                                          | | |                                                         |                                        |                                                           | Achille Léonce Victor Charles III duca 1785-1870 ⚭ Albertine de Staël von Holstein |                                                                             |                                          |                                                 |                                                 |                                |
|                                                          |                                                          |                                                                  |                                                                  |                                                                |                                                                |                                                    |                                                                          |                                                                          | | |                                                         |                                        |                                                           |                                                                                    |                                                                             |                                          |                                                 |                                                 |                                |
|                                                          |                                                          |                                                                  |                                                                  |                                                                |                                                                |                                                    |                                                                          |                                                                          | | |                                                         |                                        |                                                           |                                                                                    |                                                                             |                                          |                                                 |                                                 |                                |
|                                                          |                                                          |                                                                  |                                                                  |                                                                |                                                                |                                                    |                                                                          |                                                                          | | | Paul 1834-1895 abate                                    | Paul 1834-1895 abate                   | Albert IV duca 1821-1901                                  | Albert IV duca 1821-1901                                                           | Louise 1818-1882 ⚭ Joseph d’Haussonville                                    | Louise 1818-1882 ⚭ Joseph d’Haussonville | Pauline 1817-1831                               | Pauline 1817-1831                               |                                |
|                                                          |                                                          |                                                                  |                                                                  |                                                                |                                                                |                                                    |                                                                          |                                                                          | | |                                                         |                                        |                                                           |                                                                                    |                                                                             |                                          |                                                 |                                                 |                                |
|                                                          |                                                          |                                                                  |                                                                  |                                                                |                                                                |                                                    |                                                                          |                                                                          | | |                                                         |                                        |                                                           |                                                                                    |                                                                             |                                          |                                                 |                                                 |                                |
|                                                          |                                                          |                                                                  |                                                                  |                                                                |                                                                |                                                    |                                                                          |                                                                          | | |                                                         |                                        | Victor V duca 1846-1906 ⚭ Pauline de La Forest d'Armaillé |                                                                                    |                                                                             |                                          |                                                 |                                                 |                                |
|                                                          |                                                          |                                                                  |                                                                  |                                                                |                                                                |                                                    |                                                                          |                                                                          | | |                                                         |                                        |                                                           |                                                                                    |                                                                             |                                          |                                                 |                                                 |                                |
|                                                          |                                                          |                                                                  |                                                                  |                                                                |                                                                |                                                    |                                                                          |                                                                          | | |                                                         |                                        |                                                           |                                                                                    |                                                                             |                                          |                                                 |                                                 |                                |
|                                                          |                                                          |                                                                  |                                                                  |                                                                |                                                                |                                                    |                                                                          |                                                                          | | |                                                         | Louis VII duca 1892-1987 premio Nobel  | Louis VII duca 1892-1987 premio Nobel                     | Maurice VI duca 1875-1960                                                          | Maurice VI duca 1875-1960                                                   |                                          |                                                 |                                                 |                                |